# 2005 aux échecs
| Années des échecs : 2002 - 2003 - 2004 - 2005 - 2006 - 2007 - 2008    |
| Décennies des échecs : 1970 - 1980 - 1990 - 2000 - 2010 - 2020 - 2030 |

Cet article présente les faits marquants de l'année 2005 aux échecs.

## Événements majeurs
- 11 mars : à l’issue du tournoi de Linarès qu’il a remporté, Kasparov annonce sa retraite définitive.
- 24 mars : Bobby Fischer, détenu au Japon depuis juillet 2004 pour faux passeport américain est libéré après avoir obtenu la nationalité islandaise le 21 mars

## Compétitions par équipe
- 29 juillet - 8 août : championnat d’Europe par équipe à Göteborg –
  - victoire des Pays-Bas devant Israël et la France
  - dans le tournoi féminin la Pologne remporte le trophée.
- 1-10 novembre : Championnat du monde par équipe à Beer Sheva (Israël) – 10 équipes invitées

1. Russie 22
2. Chine 21,5
3. Arménie 18,5
4. Ukraine 17,5
5. États-Unis 16,5

## Championnats d'Europe et du monde
- 3 juillet : à Varsovie, Liviu-Dieter Nisipeanu remporte le sixième championnat d’Europe individuel (open)
- 27 septembre - 14 octobre : championnat du monde de San Luis : Veselin Topalov domine les sept autres concurrents au titre
- 9-22 novembre 2005 : à Istanbul, l’azéri Shakhriyar Mamedyarov devient champion du monde junior pour la 2e fois
- 26 novembre-18 décembre :  à Khanty-Mansiïsk en Sibérie, la Coupe du monde d'échecs  (tournoi à élimination directe) voit la victoire en finale de Levon Aronian qui bat Ruslan Ponomariov au départage en parties rapide. Étienne Bacrot est battu en demi-finale par le vainqueur du tournoi.

## Championnats continentaux et nationaux individuels

### Championnats continentaux individuels
| Compétition                              | Champion mixte | Championne |
| ---------------------------------------- | -------------- | ---------- |
| Championnat d'Afrique d'échecs           |                |            |
| Championnat d'Asie d'échecs              |                |            |
| Championnat d'Amérique d'échecs          |                |            |
| Championnat d'Europe d'échecs individuel |                |            |
| Championnat d'Océanie d'échecs           |                |            |

### Championnats nationaux individuels
| Pays                                              | Champion mixte           | Championne              |
| ------------------------------------------------- | ------------------------ | ----------------------- |
| Championnat d'Afrique du Sud d'échecs             |                          |                         |
| Championnat d'Albanie d'échecs (en)               | Ilir Karkanaqe           | Roela Pasku             |
| Championnat d'Algérie d'échecs                    | Badr-Eddine Khelfallah   |                         |
| Championnat d'Allemagne d'échecs                  | Arthur Youssoupov        | Sandra Krege            |
| Championnat d'Andorre d'échecs                    | Josep Oms                |                         |
| Championnat d'Argentine d'échecs                  | Diego Flores,            | Marisa Zuriel           |
| Championnat d'Arménie d'échecs                    | Artashes Minassian       |                         |
| Championnat d'Australie d'échecs                  | /                        |                         |
| Championnat d'Autriche d'échecs                   | Nikolaus Stanec          | Sonja Sommer            |
| Championnat d'Azerbaïdjan d'échecs                |                          |                         |
| Championnat du Bangladesh d'échecs                | Shamina Akter Liza       |                         |
| Championnat de la Barbade d'échecs                | Delisle Warner           | Rosamund Holder         |
| Championnat de Belgique d'échecs                  | Alexandre Dgebuadze,     | Elena Van Hoecke        |
| Championnat de la Biélorussie d'échecs            |                          | Anna Charevitch         |
| Championnat de Birmanie d'échecs                  | Myo Naing                |                         |
| Championnat de Bolivie d'échecs                   |                          |                         |
| Championnat de Bosnie-Herzégovine d'échecs        | Milan Vukic              |                         |
| Championnat du Botswana d'échecs                  | Phemelo Khetho           |                         |
| Championnat du Brésil d'échecs                    | Alexandr Fier,           | Tatiana Peres Duarte    |
| Championnat de Bulgarie d'échecs                  | Ivan Chéparinov          |                         |
| Championnat du Canada d'échecs                    | Pas de championnat       | Pas de championnat      |
| Championnat du Chili d'échecs                     | Alvaro Valdes            |                         |
| Championnat de Chine d'échecs                     | Wang Yue                 | Wang Yu                 |
| Championnat de Chypre d'échecs                    | Antonis Antoniou         |                         |
| Championnat de Colombie d'échecs                  | Dario Alzate             |                         |
| Championnat du Costa Rica d'échecs                | Manuel Bernal Gonzalez   |                         |
| Championnat de Croatie d'échecs                   | Krunoslav Hulak          |                         |
| Championnat de Cuba d'échecs                      | Lázaro Bruzón,           |                         |
| Championnat du Danemark d'échecs                  | Sune Berg Hansen         |                         |
| Championnat d'Écosse d'échecs                     | Craig Pritchett,         |                         |
| Championnat des Émirats Arabes Unis d'échecs      | Othman Moussa            |                         |
| Championnat d'Espagne d'échecs                    | Miguel Illescas          | Mónica Calzetta         |
| Championnat d'Estonie d'échecs                    | Meelis Kanep             |                         |
| Championnat des États-Unis d'échecs               | Hikaru Nakamura          | Rusudan Goletiani       |
| Championnat des îles Féroé d'échecs               |                          |                         |
| Championnat de Finlande d'échecs                  | Tapani Sammalvuo         |                         |
| Championnat de France d'échecs                    | Joël Lautier             | Almira Skripchenko      |
| Championnat de Géorgie d'échecs                   | Valeriane Gaprindashvili | Nino Khourtsidzé        |
| Championnat d'échecs de Grande-Bretagne           | Jonathan Rowson          | Pas de championnat      |
| Championnat de Grèce d'échecs                     | Hristos Banikas          |                         |
| Championnat du Guatemala d'échecs                 |                          |                         |
| Championnat du Honduras d'échecs                  | José Antonio Guillén     |                         |
| Championnat de Hongrie d'échecs                   | Zoltán Gyimesi           | Nikoletta Lakos         |
| Championnat d'Inde d'échecs                       |                          |                         |
| Championnat d'Indonésie d'échecs                  | Irwanto Sadikin          | Lisa Karlina Lumongdong |
| Championnat d'Iran d'échecs                       | Morteza Mahjoub          |                         |
| Championnat d'Irlande d'échecs                    | Colm Daly                |                         |
| Championnat d'Islande d'échecs                    | Hannes Hlífar Stefánsson |                         |
| Championnat d'Israël d'échecs                     | Pas de championnat       | Pas de championnat      |
| Championnat d'Italie d'échecs                     | Michele Godena           |                         |
| Championnat de Jamaïque d'échecs                  | Warren Elliott           |                         |
| Championnat du Japon d'échecs                     | Kiyotaka Sakai,          | Melody Garcia           |
| Championnat du Kazakhstan d'échecs                | Ospan Omarov             |                         |
| Championnat du Kenya d'échecs                     | Nathan Mukaka Ateka      |                         |
| Championnat du Kosovo d'échecs                    |                          |                         |
| Championnat de Lettonie d'échecs                  | Edvīns Ķeņģis            |                         |
| Championnat du Liban d'échecs                     |                          |                         |
| Championnat de Lituanie d'échecs                  | Viktorija Čmilytė        |                         |
| Championnat du Luxembourg d'échecs                | Vlad Serban              | Fiona Steil-Antoni      |
| Championnat de Macédoine d'échecs                 |                          |                         |
| Championnat de Madagascar d'échecs                |                          |                         |
| Championnat de Malaisie d'échecs                  | Marcus Chan              | Siti Zulaikha Foudzi    |
| Championnat de Malte d'échecs                     | Harry Camilleri          |                         |
| Championnat du Maroc d'échecs                     | Mohamed Tissir           |                         |
| Championnat du Mexique d'échecs                   |                          |                         |
| Championnat de Moldavie d'échecs                  |                          |                         |
| Championnat de Mongolie d'échecs                  | Bazar Khatanbaatar       | Bayanmunkh Ankhchimeg   |
| Championnat du Monténégro d'échecs                |                          |                         |
| Championnat du Népal d'échecs                     |                          |                         |
| Championnat de Namibie d'échecs                   | Helmuth Leicher          |                         |
| Championnat du Nicaragua d'échecs                 | Carlos Davila            |                         |
| Championnat de Nouvelle-Zélande d'échecs          | Anthony Ker              |                         |
| Championnat de Norvège d'échecs                   |                          |                         |
| Championnat d'Ouzbékistan d'échecs                |                          | Iroda Khamrakulova      |
| Championnat du Pakistan d'échecs                  |                          |                         |
| Championnat du Panama d'échecs (en)               | Javier De León           | Yaribeth González       |
| Championnat du Paraguay d'échecs                  | Luis Carlos Patriarca    |                         |
| Championnat d'échecs des Pays-Bas                 | Loek van Wely,           | Zhaoqin Peng            |
| Championnat du Pays de Galles d'échecs            | Leighton Williams        |                         |
| Championnat du Pérou d'échecs                     |                          |                         |
| Championnat des Philippines d'échecs              |                          |                         |
| Championnat de Pologne d'échecs                   | Radoslaw Wojtaszek       | Iweta Radziewicz        |
| Championnat du Portugal d'échecs                  |                          | Catarina Leite          |
| Championnat de la République Dominicaine d'échecs | Nelson Alvarado          | Mercedes De La Cruz     |
| Championnat de la République tchèque d'échecs     | David Navara             |                         |
| Championnat de Roumanie d'échecs                  | Alin Berescu             | Angela Dragomirescu     |
| Championnat de Russie d'échecs                    | Sergueï Roublevski       |                         |
| Championnat du Salvador d'échecs                  |                          |                         |
| Championnat de Serbie-et-Montenegro d'échecs      | Miloš Perunović          | Irina Chelushkina       |
| Championnat des Seychelles d'échecs (en)          |                          |                         |
| Championnat de Singapour d'échecs                 | Wu Shaobin               |                         |
| Championnat de Slovaquie d'échecs                 |                          |                         |
| Championnat de Slovénie d'échecs                  | Jure Borišek             |                         |
| Championnat du Sri Lanka d'échecs                 | Athula Russell           | U. G. Y. Methmali       |
| Championnat de Suède d'échecs                     | Stellan Brynell          |                         |
| Championnat de Suisse d'échecs                    | Joseph Gallagher,        | Monika Seps             |
| Championnat du Suriname d'échecs                  | Dewperkash Gajadin       | Victoria Naipal         |
| Championnat de Trinité-et-Tobago d'échecs         |                          |                         |
| Championnat de Turquie d'échecs                   | Umut Atakisi             | Betül Cemre Yıldız      |
| Championnat d'Ukraine d'échecs                    | Aleksandr Arechtchenko,  | Anna Ushenina           |
| Championnat d'Uruguay d'échecs                    |                          |                         |
| Championnat du Venezuela d'échecs                 | Eduardo Iturrizaga       |                         |
| Championnat du Vietnam d'échecs                   | Nguyen Anh Dung,         | Nguyễn Thị Thanh An     |
| Championnat de Zambie d'échecs                    | Stanley Chumfwa          |                         |
| Championnat du Zimbabwe d'échecs                  | Pas de championnat       | Pas de championnat      |

## Tournois individuels
- 27 décembre -5 janvier : Tournoi Masters Drammen Norvège – victoire d'Alexeï Chirov et Peter Heine Nielsen 6/9
- 7-9 janvier : le mémorial Kérès à Tallinn en parties rapides voit la victoire de Alexeï Chirov.
- 15-22 janvier : Dmitri Iakovenko remporte le tournoi de Montréal 8/9
- 15-30 janvier : le tournoi de Wijk aan Zee (catégorie 19)

1. Peter Leko 8,5/13
2. Viswanathan Anand 8/13
3. Veselin Topalov 7,5/13

suivent à un demi-point : Judit Polgar, Aleksandr Grichtchouk, Michael Adams et Vladimir Kramnik
Le tournoi B est gagné par Sergueï Kariakine 9,5/13
- 30 janvier-9 février : tournoi des Bermudes (catégorie 17) double ronde - victoire de Boris Guelfand et Pentala Harikrishna 6/10
- Janvier : le tournoi de Béthune est remporté par Andreï Sokolov
- Janvier : le premier open de Vandœuvre est remporté par Jean-Marc Degraeve
- 14-20 février : 3e tournoi de Meurthe et Moselle (catégorie 10) consacre 3 vainqueurs : Nijboer, Istratescu et Bauer
- 14-23 février : le 4e open Aeroflot est remporté au départage par Emil Sutovsky
- 21-27 février : le tournoi festival d’Évry est gagné par Sergueï Fedortchouk 8/9
- Février : l’open de Cappelle-la-Grande est remporté par le géorgien David Shengelia
- Février : l’open de Gibraltar est enlevé par 5 concurrents ex æquo : Alexei Shirov, Emil Sutovsky, Efimenko, Levon Aronian et Kiril Georgiev
- 26 février - 7 mars : le 6e Karpov (catégorie 18) est remporté  par Étienne Bacrot et Viktor Bologan
- février-mars : le tournoi de Linares en double ronde donne la victoire ex æaquo à Garry Kasparov et Veselin Topalov 8/12

Anand est 3e avec 6,5/12 et Péter Lékó 4e avec 6/12
- 19-31 mars : 14e tournoi Melody Amber à Monaco, tournoi en double ronde, l’une en jeu rapide, l’autre à l’aveugle – victoire de Viswanathan Anand 15,5/22 devant Aleksandr Morozevitch 13/22

- 3-13 avril : le Chinois Wang Hao remporte le tournoi de Dubaï
- 13-21 avril : au Gausdal classique (Norvège), tournoi de catégorie 10, Sergei Tiviakov écrase ses adversaires 8,5/9
- 15-24 avril : 13e Sigeman & Co (catégorie 13) revient à égalité à Jan Timman et Krishnan Sasikiran 6,5/9
- Avril : le jeune Ukrainien Teimour Radjabov, 16 ans remporte le tournoi de Dos Hermanas 5,5/9
- 5-19 mai : le mémorial Capablanca de La Havane (catégorie 15) sacre l’ukrainien Vassili Ivantchouk avec 2,5 points d’avance sur le cubain Lazaro Bruzon[106].
- 12-22 mai : le MTel masters de Sofia (catégorie 20) organisé en double ronde

1. Veselin Topalov 6,5/10
2. Viswanathan Anand 5,5/10
3. Judit Polgar  et Ruslan Ponomariov 5/10

- 19-28 mai: le Bosnia  Sarajevo (catégorie 16) est remporté par Viktor Bologan et Ivan Sokolov 6,5/9
- mai : l’open de Metz revient à Mikhail Gourevitch
- 19-26 juin : Suat Atalik remporte l’open de Pula en Croatie

- 7-12 juillet : le tournoi de Bienne en Suisse double ronde (catégorie 16) est remporté par Andriï Volokitine et Boris Guelfand 6/10
- 7-17 juillet : le tournoi de Dortmund (catégorie 19) est remporté par Arkadij Naiditsch 5,5/9 devant un quatuor : Veselin Topalov, Étienne Bacrot, Loek van Wely et Peter Svidler
- juillet : le championnat international de Paris (open) est remporté par Alberto David (vainqueur au départage) et Artur Kogan
- 3-14 août : le tournoi Empresa de Montréal (catégorie 12) est remporté par Victor Mikhalevski
- 17-23 août : tournoi de Igualada en double ronde (catégorie 16) voit la victoire de Luke McShane 4/6 devant Andriï Volokitine 3,5/6
- août : Artur Kogan remporte l’open de Tarragone
- septembre : en finale du 6e Young Masters de Lausanne, tournoi à élimination directe, Andriï Volokitine bat Hikaru Nakamura 2-0
- septembre : Shabalov remporte l’open de l’île de Man au départage devant Arechtchenko

- 21-28 octobre : Bauer remporte l’open de Calvia (Baléares) avec 7,5/9
- 21-29 octobre : tournoi d’Essent (Pays-Bas) de catégorie 16  double ronde – victoire de Pentala Harikrishna 4/6 devant Sokolov 3,5/6
- 24-28 octobre : le Masters Casino de Barcelone (catégorie 15) – victoire de Vassili Ivantchouk et Moskalenko 4/5
- 26 octobre - 5 novembre : circuit Corse – trois tournois avec finale à élimination directe : Krishnan Sasikiran l’emporte à Ajaccio, Viswanathan Anand à Venacu et Vadim Milov à Bastia
- octobre : l’open de Gausdal est remporté par le jeune Magnus Carlsen
- 2-11 novembre : tournoi de Stepanakert en Arménie (catégorie 17) – victoire de Levon Aronian 6/9 devant Anastasian et Nakamura 5,5/9
- novembre-décembre : Kurajica remporte l’open de Las Palmas au départage
- 23-29 décembre : Au tournoi de Pampelune (catégorie 16). Victoire de Ruslan Ponomariov 5/7 devant Harikrishna et Cheparinov 4,5/7
- décembre : le cubain Lazaro Bruzon remporte le tournoi de Merida (Mexique)
- 26-30 décembre : le GMI néerlandais Nijboer remporte l’open de Vandœuvre 4,5/9

## Matchs amicaux
- 20-26 mars : à Bucarest, Karpov bat Istratescu 2,5-1,5 en parties classiques et 3,5-0,5 en parties rapides
- 2-5 juin : à Mislolc en Hongrie, le match Leko-Adams en parties rapides se termine par un score nul 4 à 4
- 20-23 novembre : à Bilbao, les trois anciens champions du monde, Rustam Qosimjonov, Ruslan Ponomariov et Aleksandr Khalifman subissent une défaite 4-8 contre les produits Hydra, Junior et Fritz dans un match Hommes contre Ordinateurs.

## Évolution des classements mondiaux en 2005
Les joueurs d'échecs ont un classement Elo mis à jour chaque mois par la FIDE en fonction de leurs résultats sportifs, et chaque partie jouée rapporte ou retire des points Elo aux joueurs. Au cours de l'année 2005, plusieurs progressions au classement Elo sont remarquées.

### Classement mixte
| Rang 2006 | Nom               | Né en | Fédération | Elo 2006 | Rang 2005 | Elo 2005 | Évolution     |
| --------- | ----------------- | ----- | ---------- | -------- | --------- | -------- | ------------- |
| 1         | Garry Kasparov    | 1963  | Russie     | 2 812    | 1         | 2 804    | en stagnation |
| 2         | Veselin Topalov   | 1975  | Bulgarie   | 2 801    | 3         | 2 757    | 44            |
| 3         | Viswanathan Anand | 1969  | Inde       | 2 792    | 2         | 2 786    | en stagnation |
| 4         | Peter Svidler     | 1976  | Russie     | 2 765    | 8         | 2 735    | 30            |
| 5         | Levon Aronian     | 1982  | Arménie    | 2 752    | 21        | 2 684    | 68            |
| 6         | Vladimir Kramnik  | 1975  | Russie     | 2 741    | 4         | 2 754    | 13            |
| 7         | Peter Leko        | 1979  | Hongrie    | 2 740    | 5         | 2 749    | en stagnation |
| 8         | Vassily Ivanchuk  | 1969  | Ukraine    | 2 729    | 11        | 2 711    | 18            |
| 9         | Boris Gelfand     | 1968  | Israël     | 2 723    | 16        | 2 696    | 27            |
| 10        | Ruslan Ponomariov | 1983  | Ukraine    | 2 723    | 15        | 2 700    | 23            |

### Classement femmes
| Rang 2006 | Nom                  | Né en | Fédération | Elo 2006 | Rang 2005 | Elo 2005 | Évolution     |
| --------- | -------------------- | ----- | ---------- | -------- | --------- | -------- | ------------- |
| 1         | Judit Polgár         | 1976  | Hongrie    | 2 711    | —         | —        | —             |
| 2         | Humpy Koneru         | 1987  | Inde       | 2 537    | 3         | 2 512    | 25            |
| 3         | Pia Cramling         | 1963  | Suède      | 2 515    | 10        | 2 481    | 34            |
| 4         | Alexandra Kosteniuk  | 1984  | Russie     | 2 514    | 8         | 2 490    | 24            |
| 5         | Maia Tchibourdanidzé | 1961  | Géorgie    | 2 511    | 4         | 2 509    | en stagnation |
| 6         | Xu Yuhua             | 1976  | Chine      | 2 502    | 9         | 2 487    | 15            |
| 7         | Kateryna Lahno       | 1989  | Ukraine    | 2 500    | 25        | 2 454    | 46            |
| 8         | Antoaneta Stefanova  | 1979  | Bulgarie   | 2 499    | 7         | 2 491    | en stagnation |
| 9         | Zhu Chen             | 1976  | Chine      | 2 482    | 6         | 2 494    | 12            |
| 10        | Nadezhda Kosintseva  | 1985  | Russie     | 2 480    | 21        | 2 460    | 20            |

## Nécrologie
- En 2005 : Harald Enevoldsen (en), Jaime Emma (en)
- 1er janvier : Rudolf Palme (en)
- 2 janvier : Arnold Denker à 90 ans
- 3 janvier : László Vadász
- 6 janvier : Friedrich Chlubna
- 15 janvier : Victor Frias Pablaza (en)
- 17 janvier : Maria Albuleț
- 14 mars : Simon Webb
- 9 avril : Dragoljub Minić
- 22 avril : Leonid Chamkovitch
- 30 mai : Vladimir Savon
- 13 juillet : Mustafa Ahmed Bakali (en)
- 28 juillet : Alex Casa
- 20 août : Romuald Grabczewski (en)
- 28 août : Ruben Gunawan
- 1er octobre : Román Torán Albero
- 3 novembre : Hrvoje Bartolović (en)
- 17 novembre : Igor Ivanov à 51 ans
- 22 novembre : Edith Soppe (en)
- Décembre : Béla Berger (en)
- 12 décembre : Dragutin Šahović, David Pritchard (en)
- 15 décembre : Enrico Paoli à 97 ans
- 16 décembre : Carlos Gamarra Cáceres (en)
- 27 décembre : Laszlo Witt (en)